# Laminacauda propinqua
Laminacauda propinqua là một loài nhện trong họ Linyphiidae. Loài này có ở de Juan Fernández-archipel.